# Maurice Biais

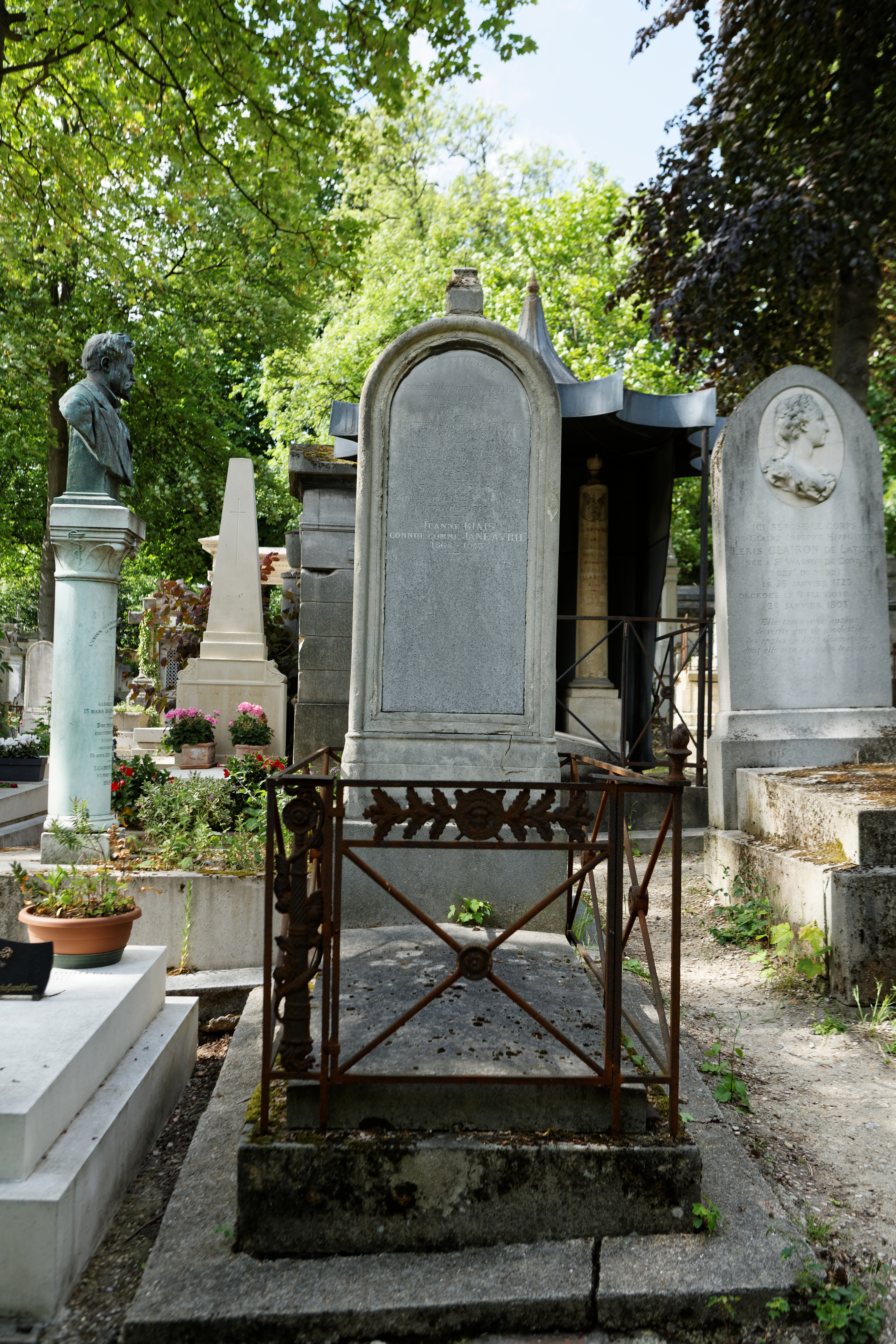
Tumba en el cementerio de Père-Lachaise.

Maurice Amédée Louis Biais, más conocido como Maurice Biais (Corbeil-Essonnes, 30 de diciembre de 1872 - Jouy-en-Josas, 8 de abril de 1926) fue un pintor, dibujante y cartelista francés.

## Biografía
Partiendo de un estilo próximo al de Jules Chéret, Maurice Biais fue uno de los diseñadores franceses más importantes de la Belle Époque. Su arte fue reconocido tanto en Francia como en el extranjero: en 1901, se exhibieron carteles y dibujos en la Sala Williams de Nueva York.
Gran ilustrador, contribuye a publicaciones periódicas como Le Journal pour tous, libros para jóvenes, partituras, postales... Desde 1899, diseñó muebles para La Maison Moderne, una tienda fundada por Julius Meier-Graefe.
Se casa con Jane Avril en 1911. Vivieron juntos en Jouy-en-Josas hasta su muerte en 1926, "después de la guerra", según Jane Avril. Probablemente esté hablando de consecuencias del uso de gases químicos durante el combate. Están enterrados en el Cementerio del Père-Lachaise (19.ª División), en la misma tumba. De esta unión nacería un hijo.
Maurice Biais fue condecorado con la Croix de Guerre 1914-1918.

## Los principales carteles
- Les Five o'clock de Paulette Darty.
- La Maison moderne (1902) - disponible en Gallica.
- Ville de Nîmes. Fêtes de charité 13, 14 et 16 février 1904.
- Scala, Germaine Gallois y la Revista de la Scala, por Paul Gavault y Eugène Heros, vestidos de Landolf - disponible en Gallica.
- Scala (1901).
- Serie para Saharet (1902), de WinterGarten.
- Jane Avril
- Érard, casa de pianos.
- Reuter's, jabones.
- Quinquina Vouvray au vin blanc, aperitivo.
- Palais de glace.
- Mephisto looping the loop.
- Lucy Florval (1901).
- Folies-Bergère. Ida Fuller (1901).
- Folies-Bergère. American Sing and Dancer.
- Comtesse de R... dans ses fantaisies japonaises (1908)
- Quinquina Vouvray au vin blanc, Ernest Bourin, Tours.

## Álbumes musicales ilustrados
- 1901 : Tout feu tout flamme, de Rodolphe Berger.
- 1902 : Modern style, pieza a piano para 4 manos de R. Berger, dedicado à Yvette Guilbert.
- L'amour qui passe valse lente.
- Tout feu tout flamme, polka japonesa para piano [a 4 manos] .
- Tout feu tout flamme, polka fantástica para piano .
- Tarentelle napolitaine [para piano] .
- Polka des petits oiseaux, de Rodolphe Berger.

## Conservación
- Departamento de grabados y fotografía de la Bibliothèque nationale de France

## Galería

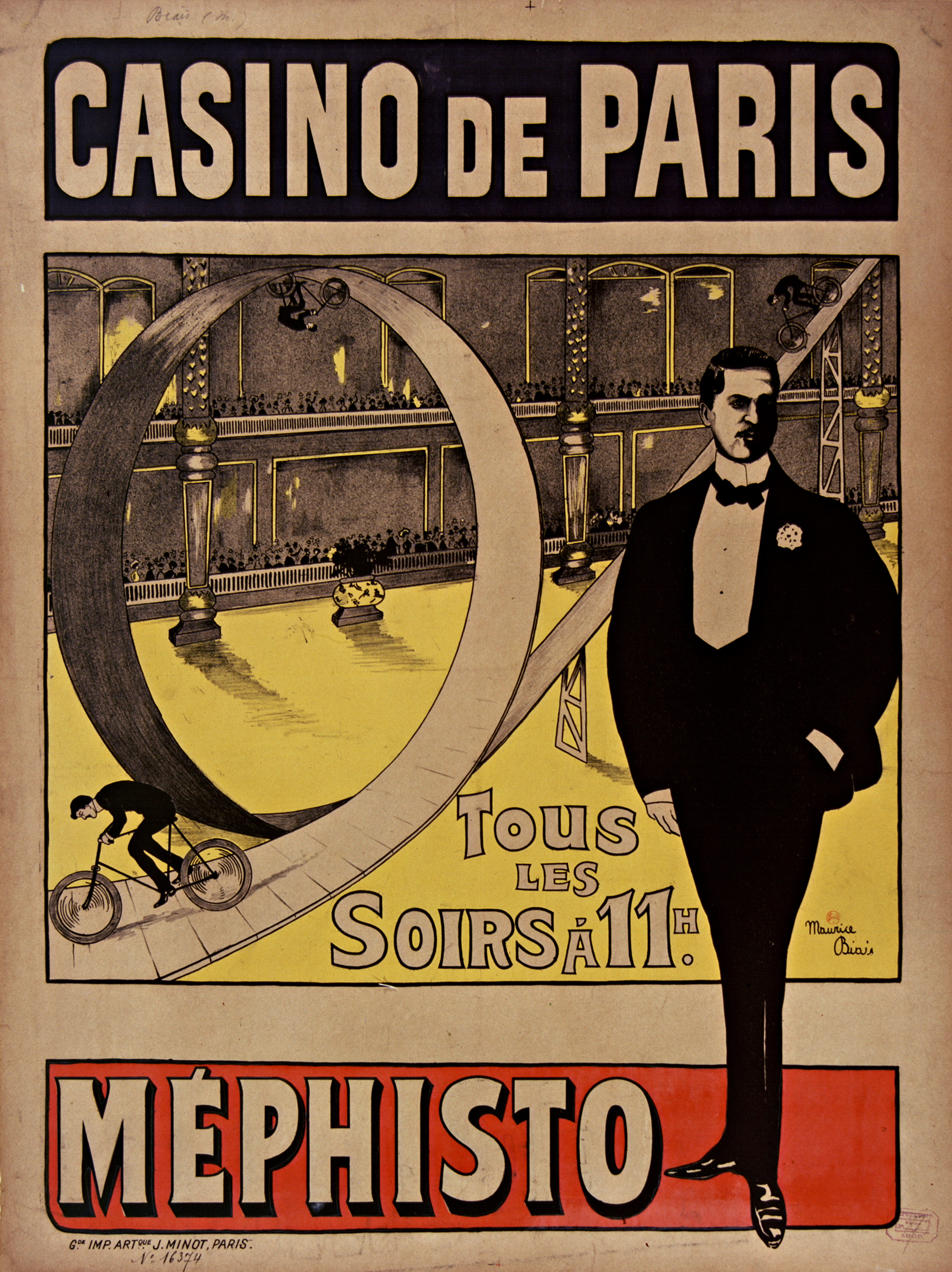
Méphisto en el Casino de París.
Condesa de R... en sus fantasías japonesas.
Pianos Érard.
Scala de París.
Fiestas de la Caridad (Charité): 13, 14 y 16 de febrero de 1904 en Nîmes.
Jabón Reuter